# チェッキ・ゴーリ・グループ
チェッキ・ゴーリ・グループ（伊語La Cecchi Gori Group）は、イタリアの映画配給会社である。1987年、マリオ・チェッキ・ゴーリが設立した。

## 略歴・概要
1987年からの20年間に、ユーゴスラビア映画『ハルムスの幻想』（スロボタン・D・ベシチ監督、1987年）を皮切りに、40本にのぼるイタリア内外の映画を配給した。以来年間4本のペースで配給している。配給作品の中でもっとも知られる作品は、クエンティン・タランティーノ監督の『パルプ・フィクション』、マイケル・ラドフォード監督の『イル・ポスティーノ』、デヴィッド・フィンチャー監督の『セブン』、ウェス・クレイヴン監督の『スクリーム』などである。
1997年から年間の配給作品量が増加しているが、国内作品の配給が増えているからであり、また、そのほぼすべてが、同グループ傘下の映画製作会社であるタイガー・チネマトグラフィカの急激な製作量増加による。それ以外の作品も、チェッキ・ゴーリ・エンタテインメント・ヨーロッパ、マリオ・エ・ヴィットリオ・チェッキ・ゴーリ、フィンマヴィといった同グループ傘下の製作会社の作品である。フランスや日本では、テレビ局の出資や公的資金の導入が必須であり、複数の企業による出資あるいは出資組合（製作委員会）の組織が行なわれているが、同グループの配給作品は、同グループ傘下企業の一社出資作品が大半を占めている。
これは、同グループ総帥マリオ・チェッキ・ゴーリの1993年の死去によるトップ交代、ヴィットリオ・チェッキ・ゴーリの手腕によるところが大きい。

## フィルモグラフィ
1980年代
- ハルムスの幻想 Slucaj Harms　1987年　監督スロボタン・D・ベシチ（ユーゴスラビア映画）
- オペラ座/血の喝采 Opera　1987年　監督ダリオ・アルジェント
- Fantozzi va in pensione　1988年　監督ネリ・パレンティ
- ウィーンに燃えて Bruciante segreto　1988年　監督アンドリュー・バーキン（アメリカ・西ドイツ合作映画）

1990年
- Broken Reality　1994年　監督デュー・フィリップス（アメリカ映画）
- パルプ・フィクション Pulp Fiction　1994年　監督クエンティン・タランティーノ（アメリカ映画）
- ソルジャー・ゴールド Giochi pericolosi　1994年　監督ブルース・マルムース（アメリカ映画）
- イル・ポスティーノ Il postino　1994年　監督マイケル・ラドフォード（アメリカ映画）
- セブン Seven　1995年　監督デヴィッド・フィンチャー（アメリカ映画）
- アーティチョークはミモンゴで育つ Cresceranno i carciofi a Mimongo　1996年　監督フルヴィオ・オッタヴィアーノ
- スクリーム Scream　1996年　監督ウェス・クレイヴン
- Naja　1997年　監督アンジェロ・ロンゴニ（製作ヴェルティゴ・フィルム、タイガー・チネマトグラフィカ）
- Facciamo fiesta　1997年　監督アンジェロ・ロンゴニ（伊キューバ合作）
- Ecstasy Generation　1997年　監督グレッグ・アラキ（米仏合作、ホワイ・ノット・プロダクション）
- Il viaggio della sposa　1997年　監督セルジオ・ルビーニ（タイガー・チネマトグラフィカ）
- オヴォソド Ovosodo　1997年　監督パオロ・ヴィルツィ（タイガー・チネマトグラフィカ）　※第54回ヴェネツィア国際映画祭審査員特別大賞、ダヴィッド・デ・ドナテッロ賞助演女優賞（ニコレッタ・ブラスキ）
- Fuochi d'artificio　1997年　監督レオナルド・ピエラッチョーニ
- モータル・コンバット2/魔界来襲 Mortal Kombat: Distruzione totale　1997年　監督ジョン・R・レオネッティ（アメリカ映画、ニュー・ライン・シネマ）
- スクリーム2 Scream 2　1997年　監督ウェス・クレイヴン
- Auguri professore　1997年　監督リカルド・ミラニ（タイガー・チネマトグラフィカ）
- Viola bacia tutti　1998年　監督ジョヴァンニ・ヴェロネージ（タイガー・チネマトグラフィカ）
- I miei più cari amici　1998年　監督アレッサンドロ・ベンヴェヌーティ（タイガー・チネマトグラフィカ）
- Abbiamo solo fatto l'amore　1998年　監督フルヴィオ・オッタヴィアーノ（製作イテルフィルム）
- TAXi Taxxi　1998年　監督ジェラール・ピレス（フランス映画）
- 友情の翼 The Brylcreem Boys　1998年　監督テレンス・ライアン（イギリス映画）
- I piccoli maestri　1998年　監督ダニエレ・ルケッティ、原作ルイジ・メネゲッロ（タイガー・チネマトグラフィカ）
- Gallo cedrone　1998年　監督カルロ・ヴェルドーネ（タイガー・チネマトグラフィカ）
- Donne in bianco　1998年　監督トニーノ・プルチ（製作サンダー・フィルム）
- Un bugiardo in paradiso　1998年　監督エンリコ・オルドイーニ（タイガー・チネマトグラフィカ）
- L'amico del cuore　1998年　監督ヴィンチェンツォ・サレンメ（タイガー・チネマトグラフィカ）
- Bagnomaria　1998年　監督ジョルジョ・パナリエッロ（タイガー・チネマトグラフィカ）
- La fame e la sete　1999年　監督アントニオ・アルバネーゼ（タイガー・チネマトグラフィカ）
- Voglio stare sotto al letto　1999年　監督ブルーノ・コレッラ（タイガー・チネマトグラフィカ）
- Prima del tramonto　1999年　監督ステファノ・インチェルティ（タイガー・チネマトグラフィカ）
- ホーリー・スモーク Holy Smoke - Fuoco sacro　1999年　監督ジェーン・カンピオン（アメリカ・オーストラリア合作、ミラマックス・フィルム、インディア・テイク・ワン・プロダクションズ）
- 太陽の雫 Sunshine　1999年　監督イシュトヴァン・サボー（ドイツ・オーストリア・ハンガリー・カナダ）
- Sono positivo　1999年　監督クリスティアーノ・ボルトーネ（製作ボッチャ・フィルム、オリザ・プロデュツィオニ、パスクイーノ）
- 一目ぼれ Amore a prima vista　1999年　監督ヴィンチェンツォ・サレンメ（製作チェッキ・ゴーリ・エンタテインメント・ヨーロッパ）

2000年代
- C'era un cinese in coma　2000年　監督カルロ・ヴェルドーネ（製作タイガー・チネマトグラフィカ、マリオ・エ・ヴィットリオ・チェッキ・ゴーリ）
- Qui non è il paradiso　2000年　監督ジャンルカ・マリア・タヴァレッリ（製作フィンマヴィ）
- オールモスト・ブルー Almost Blue　2000年　監督アレックス・インファセリ（タイガー・チネマトグラフィカ）
- Vaniglia e cioccolato　2004年　監督チーロ・イッポリート（製作エウロルックス・プロドゥツィオーネ）

## 関連事項
- マリオ・スコンチェルティ（Mario Sconcerti）
- マリオ・チェッキ・ゴーリ（1920年 - 1993年）